# NGC 5480
NGC 5480 (другие обозначения — UGC 9026, MCG 9-23-35, ZWG 272.27, KCPG 416A, IRAS14045+5057, PGC 50312) — спиральная галактика (Sc) в созвездии Большая Медведица.
Этот объект входит в число перечисленных в оригинальной редакции «Нового общего каталога».
В галактике вспыхнула сверхновая SN 1988L типа Ib. Её пиковая видимая звёздная величина составила 16,5.